# شویتا کاتاژنا (استان اشوی‌داشکسیه)
شویتا کاتاژنا (به لهستانی: Święta Katarzyna) یک منطقهٔ مسکونی در لهستان است که در گمینا بوزنتن واقع شده‌است. شویتا کاتاژنا ۴۱۰ نفر جمعیت دارد.